# Озерце (пам'ятка природи)
Озерце́ — гідрологічна пам'ятка природи місцевого значення в Україні. Розташована в межах Луцького району Волинської області, біля села Озерце. 
Площа 4 га. Статус надано згідно з розпорядженням облради № 18-р від 03.03.1993 року. Перебуває у віданні Луцької міської ради. 
Статус надано для збереження мальовничого озера карстового походження. Максимальна глибина бл. 5 м. По краях зростає осока, у прибережній смузі — верба козяча, вільха. Водиться бл. 20 видів риб.

## Галерея

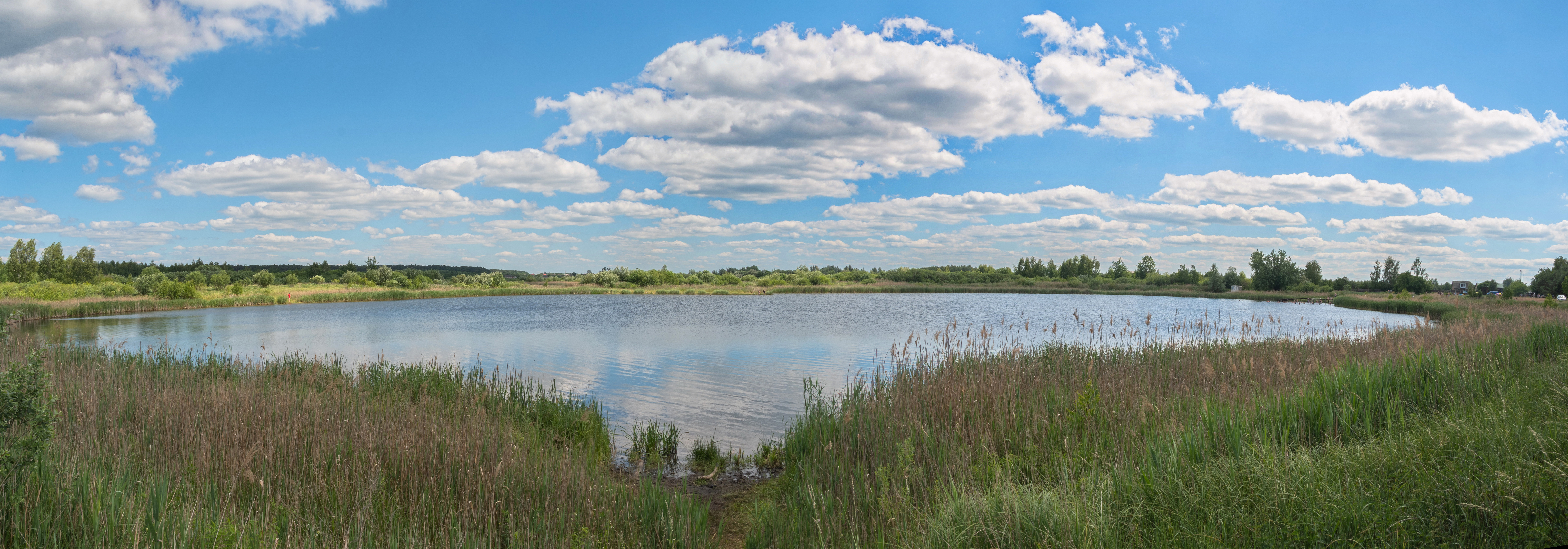
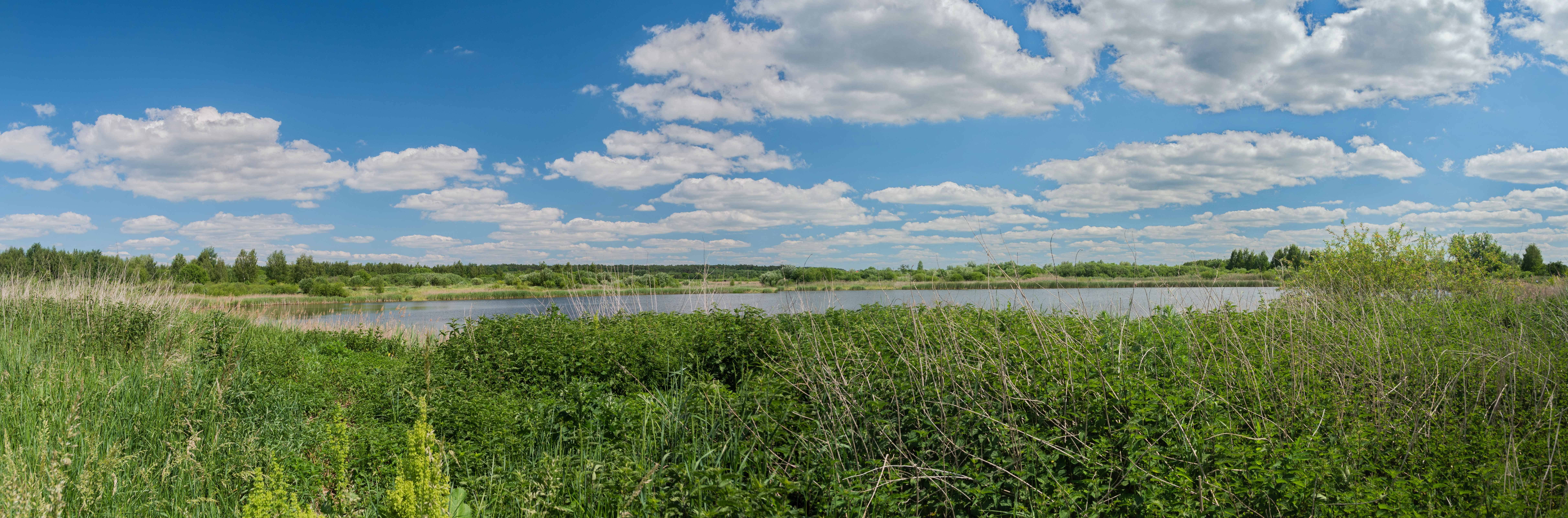
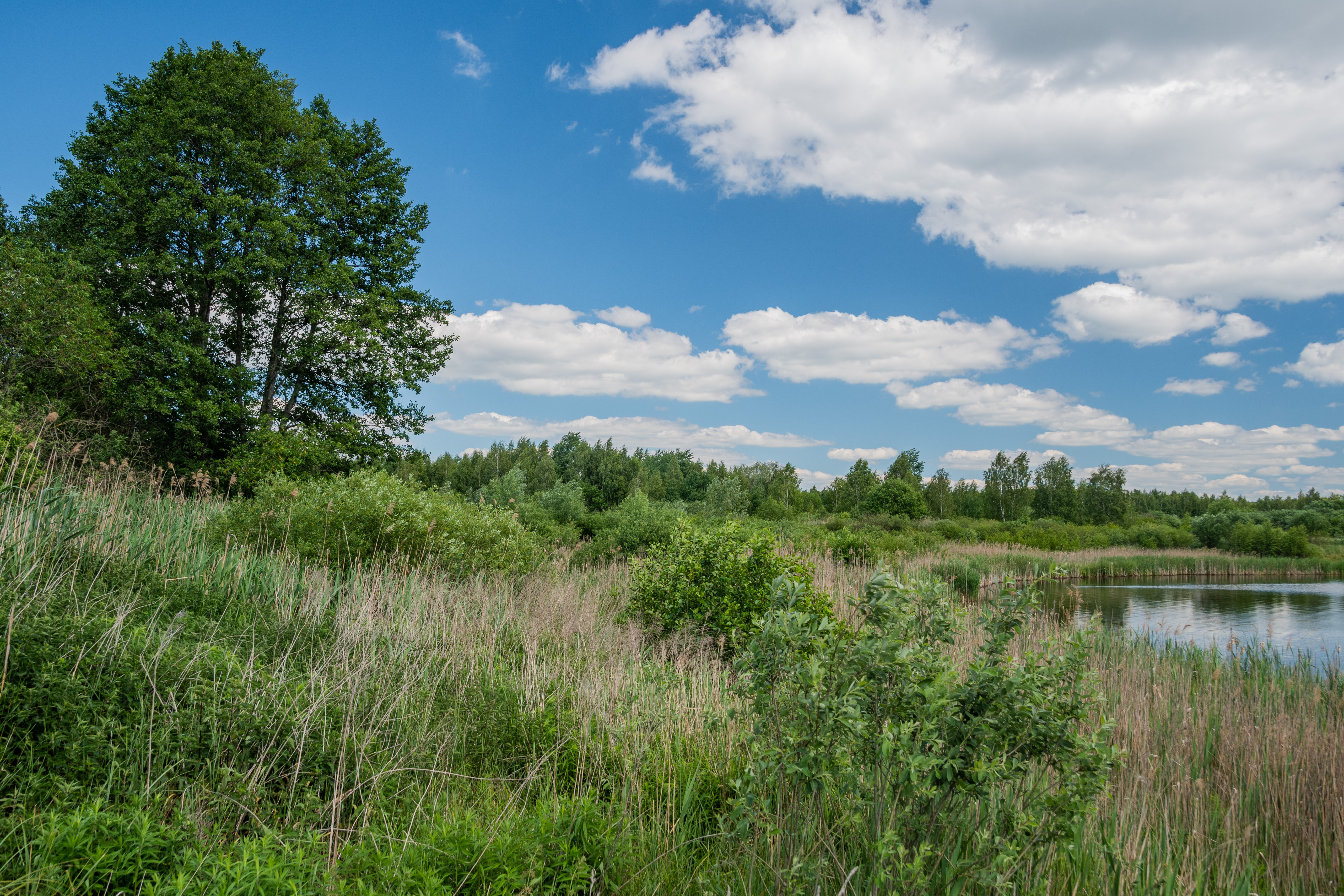